# NGC 4301
NGC 4301 ist eine Balken-Spiralgalaxie vom Hubble-Typ SBc mit ausgedehnten Sternentstehungsgebieten im Sternbild Jungfrau auf der Ekliptik. Die Galaxie ist schätzungsweise 54 Millionen Lichtjahre von der Milchstraße entfernt und hat einen Durchmesser von etwa 20.000 Lichtjahren. Unter der Katalognummer VCC 552 ist sie als Mitglied des Virgo-Galaxienhaufens aufgeführt un bildet gemeinsam mit Messier 61 das Galaxienpaar Holm 379.
Im selben Himmelsareal befinden sich u. a. die Galaxien NGC 4292, NGC 4303, NGC 4324, NGC 4378.
Das Objekt wurde am 21. April 1851 von Bindon Blood Stoney entdeckt.